# فريدريك جيمس
فريدريك جيمس (بالإنجليزية: Frederick James)‏ هو رسام أمريكي، ولد في 1845 في فيلادلفيا في الولايات المتحدة، وتوفي في 17 يوليو 1907 في بيرسي في كندا.